# Martha Plimpton
Martha Campbell Plimpton (sinh ngày 16 tháng 11 năm 1970) là nữ diễn viên, ca sĩ và cựu người mẫu người Mỹ. Phim điện ảnh đầu tay của bà là Rollover (1981), sau đó bà nổi tiếng với The Goonies (1985). Bà cũng từng tham gia trong các phim như The Mosquito Coast (1986), Running on Empty (1988), Parenthood (1989), Samantha (1992), Raising Hope (2010) và Small Town Murder Songs (2011).

## Đời tư
Plimpton sinh ra tại thành phố New York. Bà là con gái của hai diễn viên Keith Carradine và Shelley Plimpton. Cha mẹ bà gặp nhau khi cả hai cùng diễn vở kịch Broadway mang tên Hair. Ông nội Plimpton cũng là diễn viên John Carradine.

## Danh sách phim

### Điện ảnh
| Năm  | Tên                                | Vai                   | Ghi chú             |
| ---- | ---------------------------------- | --------------------- | ------------------- |
| 1981 | Rollover                           | Cô Fewster            |                     |
| 1984 | The River Rat                      | Jonsy                 |                     |
| 1985 | The Goonies                        | Stef Steinbrenner     |                     |
| 1986 | A Life in the Day                  |                       |                     |
| 1986 | The Mosquito Coast                 | Emily Spellgood       |                     |
| 1987 | Shy People                         | Grace Sullivan        |                     |
| 1988 | Stars and Bars                     | Bryant                |                     |
| 1988 | Running on Empty                   | Lorna Phillips        |                     |
| 1988 | Another Woman                      | Laura                 |                     |
| 1989 | Zwei Frauen                        | Claudia Jacoby        |                     |
| 1989 | Parenthood                         | Julie Buckman-Higgins |                     |
| 1990 | Stanley & Iris                     | Kelly King            |                     |
| 1992 | A Blink of Paradise                |                       |                     |
| 1992 | Inside Monkey Zetterland           | Sofie                 |                     |
| 1992 | Samantha                           | Samantha              |                     |
| 1993 | The Perfect Woman                  |                       |                     |
| 1993 | Josh and S.A.M.                    |                       |                     |
| 1993 | My Life's in Turnaround            | (Chính mình)          |                     |
| 1994 | The Beans of Egypt, Maine          | Earlene Pomerleau     |                     |
| 1994 | Mrs. Parker and the Vicious Circle | Jane Grant            |                     |
| 1995 | Last Summer in the Hamptons        | Chloe Garfield        |                     |
| 1996 | I Shot Andy Warhol                 | Stevie                |                     |
| 1996 | Beautiful Girls                    | Jan                   |                     |
| 1996 | I'm Not Rappaport                  | Laurie Campbell       |                     |
| 1997 | Colin Fitz                         | Ann                   |                     |
| 1997 | Eye of God                         | Ainsley Dupree        |                     |
| 1998 | Music from Another Room            | Karen Swan            |                     |
| 1998 | Pecker                             | Tina                  |                     |
| 1999 | 200 Cigarettes                     | Monica                |                     |
| 2001 | The Sleepy Time Gal                | Rebecca               |                     |
| 2004 | Hair High                          | Cô Crumbles           | Lồng tiếng          |
| 2006 | Marvelous                          | Gwen                  |                     |
| 2007 | Dante's Inferno                    | Celia                 |                     |
| 2008 | Gone to the Dogs                   | Leslie                |                     |
| 2008 | Puppy Love                         | Leslie                |                     |
| 2010 | I Thought About You                | Gloria                |                     |
| 2010 | Small Town Murder Songs            | Sam                   |                     |
| 2010 | Remember Me                        | Helen Craig           | Không được ghi danh |
| 2017 | Hello Again                        |                       |                     |
| 2018 | Honey Bee                          | Louise                |                     |
| 2019 | Frozen 2                           | Yelana                |                     |